# Beat ’em up

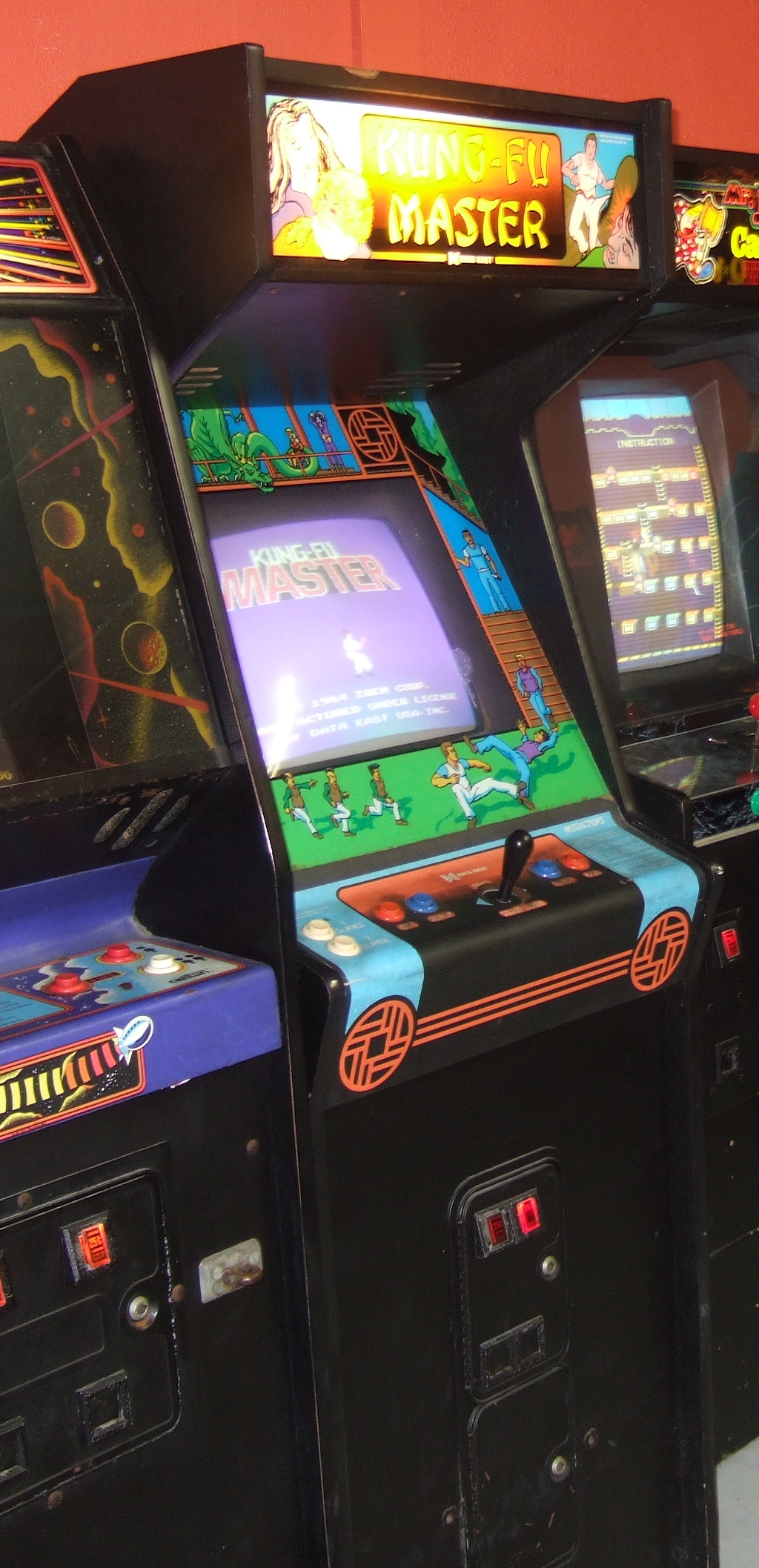
Kung-Fu Master, Arcade-Automat

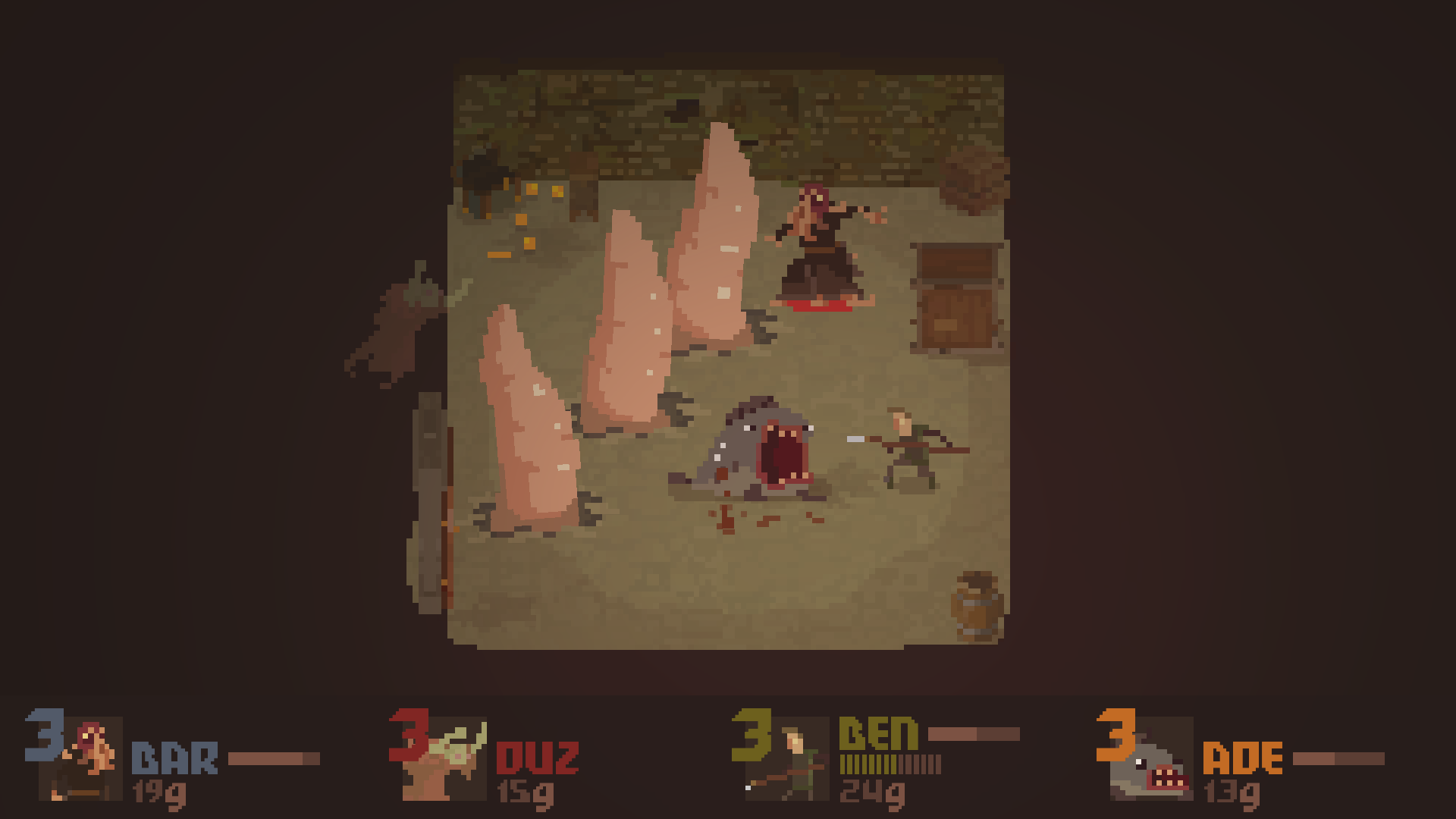
Crawl (2017)

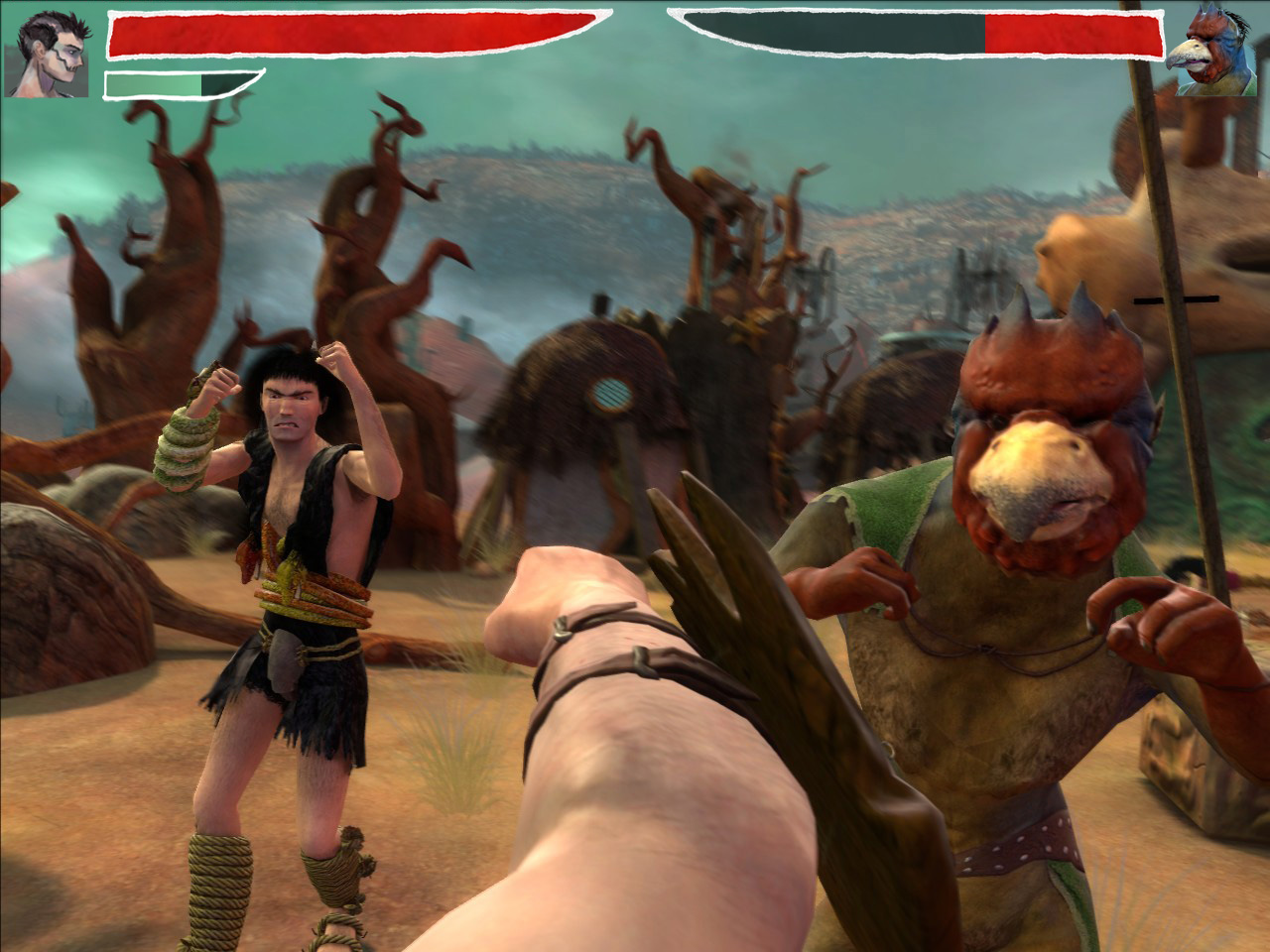
Zeno Clash, ein modernes, First-Person Beat ’em up

Das Beat ’em up (englisch für „Schlag sie zusammen“; vor allem im englischen Sprachraum oft auch als Brawler bezeichnet) ist ein Computerspielgenre und Subgenre des Actionspiels, das den Einsatz von direkter körperlicher Gewalt, oft in Form von verschiedenen Kampfstilen, thematisiert. Die Spielfiguren kämpfen dabei je nach Thematik auch mit Blankwaffen und manchmal übernatürlichen Fähigkeiten. Fernwaffen können Bestandteil sein, sind aber kein zentrales Element.
Beat ’em ups verfügen in der Regel über Levelstrukturen, früher meist horizontal oder diagonal scrollend, in denen ein oder mehrere Spieler gemeinsam gegen mehrere verschiedene, schwächere Gegner kämpfen müssen. Um in den nächsten Level zu gelangen, muss nicht selten ein zäherer Endgegner besiegt werden. Mit anderen Spielegenres wie dem Jump ’n’ Run (in dem Geschicklichkeitseinlagen im Vergleich zum kämpferischen Aspekt des Beat ’em ups klar überwiegen), dem Action-Adventure und dem Hack and Slay bestehen teils Überschneidungen. Bekannte Vertreter des Beat ’em ups sind zum Beispiel die Double-Dragon-Reihe, Final Fight und Fighting Force.
Fast ausschließlich im deutschsprachigen Raum wird der Begriff Beat ’em up auch für Fighting Games wie Street Fighter und Mortal Kombat verwendet. Dabei handelt es sich allerdings um ein eigenständiges Genre, auch wenn es hier ebenfalls Überschneidungen gibt.

## Geschichte
Die Entstehungsgeschichte des Beat ’em ups begann nahezu gleichzeitig mit dem des Fighting Games. So erschien im Jahr 1984 Data Easts Karate Champ, welches die Popularität von Spielen mit Martial-Arts-Thematik steigerte. Noch im selben Jahr folgte das Spiel Kung-Fu Master des Studios Irem, welches als das erste Beat ’em up angesehen wird und den Grundstein für das Genre legte. Das „Goldene Zeitalter“ des Genres wurde schließlich von Double Dragon im Jahr 1987 eingeläutet, welches unter anderem durch seinen kooperativen Zweispieler-Modus auffiel. Durch den großen Erfolg von Double Dragon folgten in den späten 80ern und frühen 90ern Titel wie Final Fight, Streets of Rage, Teenage Mutant Ninja Turtles und Golden Axe, wobei letzteres auch Elemente des Hack and Slash aufweist.
Seit Anfang der 1990er Jahre gilt dieses „Goldene Zeitalter“ als beendet, da die Popularität der wettkampforientierten Fighting Games vor allem mit Street Fighter II im Vergleich zu dem des Beat ’em ups immer weiter zunahm. Gegen Ende des Jahrzehnts wurde die 2D-Grafik zudem immer mehr von 3D-Polygon-Grafik abgelöst, wodurch sich auch das Beat-’em-Up-Genre mit Titeln wie Fighting Force, Dynasty Warriors oder dem First-Person-Titel Zeno Clash immer weiter veränderte und damit die Grenze zum heute gängigen Action-Adventure immer mehr verschwamm.
Das klassische Beat ’em up gilt heutzutage als nahezu ausgestorben, auch wenn gelegentlich kleinere Veröffentlichungen, vor allem über den Weg der Digitaldistribution, stattfinden, etwa Double Dragon: Neon. Ansonsten ist das Genre weitestgehend im modernen 3D-Hack-and-Slash mit Spielen wie Devil May Cry, Ninja Gaiden, God of War oder Bayonetta aufgegangen.

## Spielmechanik
Das Beat ’em up ist ein Subgenre des Actionspiels, in welchem der Spieler innerhalb von verschiedenen Levels mit mehreren computergesteuerten Gegnern konfrontiert wird, die es vor allem im Nahkampf zu besiegen gilt. Neben vorrangig unbewaffneten Kampfkünsten kann dabei auch der Einsatz von Nahkampfwaffen und, teils phantastischen, Spezialfähigkeiten zum Tragen kommen, seltener ist der Einsatz von Fernwaffen als temporäres Power-up (siehe Vergleich zu Shoot ’em up). Am Ende eines Levels wartet oft ein besonders starker Gegner auf den Spieler.
Technisch wird das Geschehen bei früheren Vertretern des Genres aus einer 2D-Seitenansicht gezeigt, wobei entweder je nach Bewegungsrichtung des Spielers die Perspektive dynamisch horizontal und in diversen Titel auch vertikal scrollt oder aber die Kamera statisch auf die Umgebung blickt und erst in den nächsten Bereich wechselt, nachdem der Spieler z. B. alle Gegner im aktuellen Bereich besiegt hat. Spätere Beat ’em ups, die auf vollständige 3D-Grafik setzen, verwenden teilweise auch eine fest hinter der Spielfigur befindliche Third-Person-Kamera.
Während eine kompetitive Komponente in Beat ’em ups meist völlig fehlt (im starken Gegensatz zum Fighting Game), weisen viele Titel einen kooperativen Spielmodus auf, in welchem dann meist zwei Spieler zusammen gegen die Gegnerhorden antreten können. Der Schwierigkeitsgrad variiert im Genre je nach ursprünglicher Zielplattform teils stark. So ist das Beat ’em up besonders im Arcade-Bereich vertreten, wo Spiele meist überdurchschnittlich schwer sind, um die Spieler zum weiteren Einwerfen von Münzen in den Automaten zu bewegen.
Handlungstechnisch sind die Titel meist schlicht gehalten und drehen sich beispielsweise um Bandenkriege auf den Straßen diverser Großstädte. Allerdings war das Beat ’em up vor allem in den 1990er Jahren auch ein beliebtes Genre für die Spielumsetzung populärer Filme, Fernsehserien und mehr, etwa Batman, Teenage Mutant Ninja Turtles, Last Action Hero, X-Men, Michael Jackson’s Moonwalker und weiteren.

## Bekannte Beat ’em ups
- Double Dragon
- Final Fight
- Golden Axe
- Renegade
- Kung-Fu Master
- Little Fighter
- Batman Returns
- Zeno Clash
- Streets of Rage
- Shinobi
- Teenage Mutant Ninja Turtles
- X-Men
- Fighting Force
- Growl
- Dynasty Warriors

## Abgrenzung zum Fighting Game
Überwiegend im deutschsprachigen Raum (aber nicht exklusiv) werden Spiele des Fighting-Game-Genres fälschlicherweise als Beat ’em ups bezeichnet, sowohl von Spielern als auch von Spielemagazinen. Bei Fighting Games handelt es sich allerdings um ein eigenständiges Genre, auch wenn es diverse Überschneidungen bei Spielmechanik und Entstehungsgeschichte gibt. Der Ursprung dieses weit verbreiteten Irrtums kann kaum noch ermittelt werden. Der wesentlichste Unterschied besteht darin, dass sich in einem Fighting Game in der Regel zwei ebenbürtige Gegner in einer Arena oder ähnlichem gegenüberstehen und somit auch der Wettkampf im Vordergrund steht, wohingegen in einem Beat ’em up innerhalb von Levelstrukturen der oder die Spieler mit mehreren, meist schwächeren Gegnern in Nahkampfhandlungen verwickelt werden. Die Überschneidung des Beat ’em ups mit anderen Genres wie dem Action-Adventure und Jump ’n’ Run ist allerdings fließend, demgegenüber ist die Definition des Fighting Games wesentlich enger und eindeutiger.